# Bethel Township (comté de Delaware, Pennsylvanie)
Pour les articles homonymes, voir Bethel Township.
Bethel Township est un township situé au sud-ouest du comté de Delaware, en Pennsylvanie, aux États-Unis,. En 2010, il comptait une population de 8 791 habitants.

## Démographie
Lors du recensement de 2010, le township comptait une population de 8 791 habitants. Elle est estimée, en 2016, à 9 197 habitants.

### Source de la traduction
- (en) Cet article est partiellement ou en totalité issu de l’article de Wikipédia en anglais intitulé « Bethel Township, Delaware County, Pennsylvania » (voir la liste des auteurs).